# Christoph Meineke
Christoph Meineke, född 13 mars 1979 i Hannover, är en partilös tysk kommunalpolitiker och borgmästare i kommunen Wennigsen (Deister) sedan 2006. 2014 valdes han om med 89,6% av rösterna.